# Reduvius vanduzeei
Reduvius vanduzeei är en insektsart som beskrevs av Peter Wolfgang Wygodzinsky och Robert L. Usinger 1964. Reduvius vanduzeei ingår i släktet Reduvius och familjen rovskinnbaggar. Inga underarter finns listade i Catalogue of Life.